# لوکا مخیدزه
لوکا مخیدزه (گرجی: ლუკა მხეიძე؛ ۵ ژانویهٔ ۱۹۹۶) جودوکار گرجی‌تبار اهل فرانسه است.
از افتخارات وی میتوان به کسب مدال برنز در بازی‌های المپیک تابستانی ۲۰۲۰ اشاره کرد.